# Amenemnesut
Amenemnesut byl staroegyptský faraon 21. dynastie, který vládl v letech 1043–1039 př. n. l. v období Třetí přechodné doby.
Existence faraona Amenemnesuta byla potvrzena v roce 1940, kdy francouzský egyptolog Pierre Montet objevil hrobku jeho nástupce Pasbachaenniuta I., ve které nalezl Amenemnesutovo trůnní jméno. Před tímto objevem byla jeho existence zpochybňována, neboť nebyly nalezeny žádné předměty s jeho jménem. Jediná zmínka o něm pocházela z Manethova seznamu. Zde byl pod jménem Nefercheres uveden jako druhý faraon 21. dynastie, který vládl po dobu čtyř let.